# Kristina Bröring-Sprehe
Kristina Bröring-Sprehe (nacida como Kristina Sprehe, Lohne, 28 de octubre de 1986) es una jinete alemana que compite en la modalidad de doma.
Participó en dos Juegos Olímpicos de Verano, obteniendo en total tres medallas, plata en Londres 2012, en la prueba por equipos (junto con Dorothee Schneider y Helen Langehanenberg), y oro y bronce en Río de Janeiro 2016 en las pruebas por equipos (con Sönke Rothenberger, Dorothee Schneider e Isabell Werth) e individual.
Ganó dos medallas en el Campeonato Mundial de Doma de 2014 y cuatro medallas en el Campeonato Europeo de Doma, en los años 2013 y 2015.

## Palmarés internacional
| Juegos Olímpicos   | Juegos Olímpicos        | Juegos Olímpicos  | Juegos Olímpicos      |
| Año                | Lugar                   | Medalla           | Categoría             |
| ------------------ | ----------------------- | ----------------- | --------------------- |
| 2012               | Londres (Reino Unido)   | Medalla de plata  | Por equipos           |
| 2016               | Río de Janeiro (Brasil) | Medalla de oro    | Por equipos           |
| 2016               | Río de Janeiro (Brasil) | Medalla de bronce | Individual            |
| Campeonato Mundial |                         |                   |                       |
| Año                | Lugar                   | Medalla           | Categoría             |
| 2014               | Caen (Francia)          | Medalla de oro    | Por equipos           |
| 2014               | Caen (Francia)          | Medalla de bronce | Individual (especial) |
| Campeonato Europeo |                         |                   |                       |
| Año                | Lugar                   | Medalla           | Categoría             |
| 2013               | Herning (Dinamarca)     | Medalla de oro    | Por equipos           |
| 2015               | Aquisgrán (Alemania)    | Medalla de plata  | Individual (especial) |
| 2015               | Aquisgrán (Alemania)    | Medalla de plata  | Individual (libre)    |
| 2015               | Aquisgrán (Alemania)    | Medalla de bronce | Por equipos           |